# Électrochloration
L'électrochloration ou électrolyse chlore-soude est un procédé chimique utilisé en industrie mais également chez les particuliers pour la production de solution de désinfection pour l'eau en règle générale.
Le procédé de base de l'électrochloration repose le principe de l'électrolyse. Les éléments de base utilisés sont l'eau et du sel ultra pur.
Les élecrochlorations peuvent se présenter sous différentes formes.